# Форпикд
Форпикд (англ. Mount Fourpeaked) — активный стратовулкан, расположен на Аляске, входит в состав Алеутской вулканической дуги.
Высота над уровнем моря — 2105 м.
Считался давно потухшим вулканом и, по мнению многих геологов, извергался более чем 10 000 лет назад. Он стал вновь проявлять активность 17 сентября 2006 года.